# Petr Honzejk
Petr Honzejk (* 21. června 1969 Jablonec nad Nisou) je český novinář a komentátor Hospodářských novin.

## Profesní kariéra
Vystudoval geografii a tělesnou výchovu na Pedagogické fakultě Univerzity Jana Evangelisty Purkyně. V letech 1993–2005 pracoval v Českém rozhlase, do roku 1997 jako reportér v Ústí nad Labem, v letech 1997–2000 jako univerzální reportér ČRo 1. V období od 1. září 2000 do 31. května 2003 působil jako editor vysílání. Od 1. června 2003 se stal šéfredaktorem Radiožurnálu. Z Českého rozhlasu přešel v únoru 2005 do Hospodářských novin, kde působí jako komentátor, zastával rovněž funkce hlavního editora a vedoucího názorové rubriky.
V roce 2014 získal Novinářskou cenu v kategorii nejlepší komentář za sérii komentářů o prezidentu Miloši Zemanovi.